# Wahlkreis Monza (Camera dei deputati)
Der Wahlkreis Monza war von 1993 bis 2007 und ist seit 2017 wieder ein Wahlkreis (italienisch collegio elettorale) für die Wahl der Abgeordnetenkammer.

## Von 1993 bis 2005

### Wahlkreisgebiet
Der Wahlkreis umfasste die Gemeinde Monza.

### Wahlergebnisse

#### Parlamentswahl 1994

##### Direktstimmen
| Kandidaten               | Kandidaten                  | Parteien                                 | Stimmen | %    |
| ------------------------ | --------------------------- | ---------------------------------------- | ------- | ---- |
|                          | Raffaele della Vallegewählt | Polo delle Libertà (FI – LN – CCD – UdC) | 47.584  | 52,3 |
|                          | Michele Bertola             | Progressisti                             | 22.308  | 24,5 |
|                          | Roberto Colombo             | Patto per l’Italia                       | 12.874  | 14,2 |
|                          | Pier Luigi Cambini          | Alleanza Nazionale                       | 6.122   | 6,7  |
|                          | Gimmi Stefanini             | Lega Alpina Lumbarda                     | 2.012   | 2,2  |
| Gesamt                   | Gesamt                      | Gesamt                                   | 90.900  | 100  |
|                          |                             |                                          |         |      |
| Ungültige Stimmen        | Ungültige Stimmen           | Ungültige Stimmen                        | 3.773   | 4,0  |
| Wähler                   | Wähler                      | Wähler                                   | 94.673  | 92,9 |
| Wahlberechtigte          | Wahlberechtigte             | Wahlberechtigte                          | 101.936 |      |
|                          |                             |                                          |         |      |
| Quelle: Innenministerium |                             |                                          |         |      |

##### Listenstimmen
| Parteien                             | Parteien                | Parteien                           | Stimmen | %    |
| ------------------------------------ | ----------------------- | ---------------------------------- | ------- | ---- |
|                                      | Polo delle Libertà      | Forza Italia                       | 25.654  | 27,9 |
| Lega Nord                            | Polo delle Libertà      | 16.611                             | 18,1    |      |
| ↳ Gesamt                             | Polo delle Libertà      | 42.265                             | 46,0    |      |
|                                      | Progressisti            | Partito Democratico della Sinistra | 11.234  | 12,2 |
| Partito della Rifondazione Comunista | Progressisti            | 3.790                              | 4,1     |      |
| Federazione dei Verdi                | Progressisti            | 2.420                              | 2,6     |      |
| La Rete                              | Progressisti            | 1.917                              | 2,1     |      |
| Alleanza Democratica                 | Progressisti            | 1.773                              | 1,9     |      |
| Partito Socialista Italiano          | Progressisti            | 979                                | 1,1     |      |
| ↳ Gesamt                             | Progressisti            | 22.113                             | 24,1    |      |
|                                      | Patto per l’Italia      | Partito Popolare Italiano          | 8.100   | 8,8  |
| Patto Segni                          | Patto per l’Italia      | 5.815                              | 6,3     |      |
| ↳ Gesamt                             | Patto per l’Italia      | 13.915                             | 15,1    |      |
|                                      | Lista Marco Pannella    | Lista Marco Pannella               | 6.102   | 6,6  |
|                                      | Alleanza Nazionale      | Alleanza Nazionale                 | 5.979   | 6,5  |
|                                      | Lega Alpina Lumbarda    | Lega Alpina Lumbarda               | 1.080   | 1,2  |
|                                      | La Lega di Angela Bossi | La Lega di Angela Bossi            | 429     | 0,5  |
| Gesamt                               | Gesamt                  | Gesamt                             | 91.883  | 100  |
|                                      |                         |                                    |         |      |
| Ungültige Stimmen                    | Ungültige Stimmen       | Ungültige Stimmen                  | 2.794   | 3,0  |
| Wähler                               | Wähler                  | Wähler                             | 94.677  | 92,9 |
| Wahlberechtigte                      | Wahlberechtigte         | Wahlberechtigte                    | 101.936 |      |
|                                      |                         |                                    |         |      |
| Quelle: Innenministerium             |                         |                                    |         |      |

#### Parlamentswahl 1996

##### Direktstimmen
| Kandidaten               | Kandidaten                  | Parteien            | Stimmen | %    |
| ------------------------ | --------------------------- | ------------------- | ------- | ---- |
|                          | Roberto Maria Radicegewählt | Polo per le Libertà | 37.472  | 42,8 |
|                          | Piergiorgio Borgonovo       | L’Ulivo             | 32.524  | 37,1 |
|                          | Ludovico Maria Gilberti     | Lega Nord           | 15.635  | 17,9 |
|                          | Oscar Attilio Clamencigh    | Fiamma Tricolore    | 1.920   | 2,2  |
| Gesamt                   | Gesamt                      | Gesamt              | 87.551  | 100  |
|                          |                             |                     |         |      |
| Ungültige Stimmen        | Ungültige Stimmen           | Ungültige Stimmen   | 4.055   | 4,4  |
| Wähler                   | Wähler                      | Wähler              | 91.606  | 90,0 |
| Wahlberechtigte          | Wahlberechtigte             | Wahlberechtigte     | 101.808 |      |
|                          |                             |                     |         |      |
| Quelle: Innenministerium |                             |                     |         |      |

##### Listenstimmen
| Parteien                                          | Parteien                             | Parteien                             | Stimmen | %    |
| ------------------------------------------------- | ------------------------------------ | ------------------------------------ | ------- | ---- |
|                                                   | Polo per le Libertà                  | Forza Italia                         | 24.768  | 28,2 |
| Alleanza Nazionale                                | Polo per le Libertà                  | 8.843                                | 10,1    |      |
| CCD – CDU                                         | Polo per le Libertà                  | 3.699                                | 4,2     |      |
| ↳ Gesamt                                          | Polo per le Libertà                  | 37.310                               | 42,4    |      |
|                                                   | L’Ulivo                              | Partito Democratico della Sinistra   | 13.966  | 15,9 |
| Popolari per Prodi (PPI – SVP – PRI – UD – Prodi) | L’Ulivo                              | 5.548                                | 6,3     |      |
| Rinnovamento Italiano                             | L’Ulivo                              | 4.482                                | 5,1     |      |
| Federazione dei Verdi                             | L’Ulivo                              | 1.938                                | 2,2     |      |
| ↳ Gesamt                                          | L’Ulivo                              | 25.934                               | 29,5    |      |
|                                                   | Lega Nord                            | Lega Nord                            | 14.808  | 16,8 |
|                                                   | Partito della Rifondazione Comunista | Partito della Rifondazione Comunista | 5.845   | 6,6  |
|                                                   | Lista Pannella – Sgarbi              | Lista Pannella – Sgarbi              | 3.167   | 3,6  |
|                                                   | Fiamma Tricolore                     | Fiamma Tricolore                     | 705     | 0,8  |
|                                                   | Partito Umanista                     | Partito Umanista                     | 128     | 0,1  |
| Gesamt                                            | Gesamt                               | Gesamt                               | 87.897  | 100  |
|                                                   |                                      |                                      |         |      |
| Ungültige Stimmen                                 | Ungültige Stimmen                    | Ungültige Stimmen                    | 3.707   | 4,0  |
| Wähler                                            | Wähler                               | Wähler                               | 91.604  | 90,0 |
| Wahlberechtigte                                   | Wahlberechtigte                      | Wahlberechtigte                      | 101.808 |      |
|                                                   |                                      |                                      |         |      |
| Quelle: Innenministerium                          |                                      |                                      |         |      |

#### Parlamentswahl 2001

##### Direktstimmen
| Kandidaten               | Kandidaten               | Parteien           | Stimmen | %    |
| ------------------------ | ------------------------ | ------------------ | ------- | ---- |
|                          | Giulio Schmidtgewählt    | Casa delle Libertà | 43.665  | 51,3 |
|                          | Anna Maria Bernasconi    | L’Ulivo            | 32.228  | 37,9 |
|                          | Massimo Mario Cappato    | Lista Emma Bonino  | 3.734   | 4,4  |
|                          | Enrico Ferrante          | Lista Di Pietro    | 3.159   | 3,7  |
|                          | Giuseppe Eugenio Fassina | Democrazia Europea | 2.293   | 2,7  |
| Gesamt                   | Gesamt                   | Gesamt             | 85.079  | 100  |
|                          |                          |                    |         |      |
| Ungültige Stimmen        | Ungültige Stimmen        | Ungültige Stimmen  | 3.512   | 4,0  |
| Wähler                   | Wähler                   | Wähler             | 88.591  | 87,1 |
| Wahlberechtigte          | Wahlberechtigte          | Wahlberechtigte    | 101.700 |      |
|                          |                          |                    |         |      |
| Quelle: Innenministerium |                          |                    |         |      |

##### Listenstimmen
| Parteien                       | Parteien                             | Parteien                               | Stimmen | %    |
| ------------------------------ | ------------------------------------ | -------------------------------------- | ------- | ---- |
|                                | Casa delle Libertà                   | Forza Italia                           | 29.372  | 34,3 |
| Alleanza Nazionale             | Casa delle Libertà                   | 8.722                                  | 10,2    |      |
| Lega Nord                      | Casa delle Libertà                   | 6.526                                  | 7,6     |      |
| CCD – CDU                      | Casa delle Libertà                   | 1.776                                  | 2,1     |      |
| ↳ Gesamt                       | Casa delle Libertà                   | 46.396                                 | 54,2    |      |
|                                | L’Ulivo                              | La Margherita (Dem – PPI – RI – Udeur) | 13.981  | 16,3 |
| Democratici di Sinistra        | L’Ulivo                              | 11.078                                 | 12,9    |      |
| Il Girasole (FdV – SDI)        | L’Ulivo                              | 1.450                                  | 1,7     |      |
| Partito dei Comunisti Italiani | L’Ulivo                              | 1.056                                  | 1,2     |      |
| ↳ Gesamt                       | L’Ulivo                              | 27.565                                 | 32,2    |      |
|                                | Partito della Rifondazione Comunista | Partito della Rifondazione Comunista   | 3.686   | 4,3  |
|                                | Lista Di Pietro                      | Lista Di Pietro                        | 3.165   | 3,7  |
|                                | Lista Emma Bonino                    | Lista Emma Bonino                      | 2.976   | 3,5  |
|                                | Democrazia Europea                   | Democrazia Europea                     | 901     | 1,1  |
|                                | Partito Pensionati                   | Partito Pensionati                     | 858     | 1,0  |
|                                | Abolizione Scorporo                  | Abolizione Scorporo                    | 72      | 0,1  |
| Gesamt                         | Gesamt                               | Gesamt                                 | 85.619  | 100  |
|                                |                                      |                                        |         |      |
| Ungültige Stimmen              | Ungültige Stimmen                    | Ungültige Stimmen                      | 2.975   | 3,4  |
| Wähler                         | Wähler                               | Wähler                                 | 88.594  | 87,1 |
| Wahlberechtigte                | Wahlberechtigte                      | Wahlberechtigte                        | 101.700 |      |
|                                |                                      |                                        |         |      |
| Quelle: Innenministerium       |                                      |                                        |         |      |

## Von 2017 bis 2020

### Wahlkreisgebiet
Der Wahlkreis umfasste Gemeinden: 

### Wahlergebnisse

#### Parlamentswahl 2018
| Kandidaten               | Kandidaten              | Stimmen | %    | Listen                                      | Stimmen | %    |
| ------------------------ | ----------------------- | ------- | ---- | ------------------------------------------- | ------- | ---- |
|                          | Andrea Mandelligewählt  | 64.188  | 43,2 | Lega                                        | 34.881  | 23,5 |
| Forza Italia             | Andrea Mandelligewählt  | 64.188  | 43,2 | 22.168                                      | 14,9    |      |
| Fratelli d’Italia        | Andrea Mandelligewählt  | 64.188  | 43,2 | 5.488                                       | 3,7     |      |
| Noi con l’Italia – UDC   | Andrea Mandelligewählt  | 64.188  | 43,2 | 1.651                                       | 1,1     |      |
|                          | Pietro Lorenzo Virtuani | 43.836  | 29,5 | Partito Democratico                         | 36.243  | 24,4 |
| +Europa                  | Pietro Lorenzo Virtuani | 43.836  | 29,5 | 6.212                                       | 4,2     |      |
| Italia Europa Insieme    | Pietro Lorenzo Virtuani | 43.836  | 29,5 | 741                                         | 0,5     |      |
| Civica Popolare          | Pietro Lorenzo Virtuani | 43.836  | 29,5 | 640                                         | 0,4     |      |
|                          | Marta De Poli Luz       | 30.763  | 20,7 | Movimento 5 Stelle                          | 30.763  | 20,7 |
|                          | Alessandro Gerosa       | 5.302   | 3,6  | Liberi e Uguali                             | 5.302   | 3,6  |
|                          | Massimo Raffanini       | 1.185   | 0,8  | CasaPound Italia                            | 1.185   | 0,8  |
|                          | Michele Quitadamo       | 997     | 0,7  | Potere al Popolo!                           | 997     | 0,7  |
|                          | Gian Piero Bonfanti     | 813     | 0,5  | Il Popolo della Famiglia                    | 813     | 0,5  |
|                          | Paola Ghidotti          | 694     | 0,5  | Italia agli Italiani (FT – FN)              | 694     | 0,5  |
|                          | Mirko Castignani        | 463     | 0,3  | 10 Volte Meglio                             | 463     | 0,3  |
|                          | Davide Lissoni          | 333     | 0,2  | Per una Sinistra Rivoluzionaria (SCR – PCL) | 333     | 0,2  |
| Gesamt                   | Gesamt                  | 148.574 | 100  |                                             | 148.574 | 100  |
|                          |                         |         |      |                                             |         |      |
| Ungültige Stimmen        | Ungültige Stimmen       | 3.629   | 2,4  |                                             |         |      |
| Wähler                   | Wähler                  | 152.203 | 78,4 |                                             |         |      |
| Wahlberechtigte          | Wahlberechtigte         | 194.103 |      |                                             |         |      |
|                          |                         |         |      |                                             |         |      |
| Quelle: Innenministerium |                         |         |      |                                             |         |      |

## Seit 2020

### Wahlkreisgebiet
| Wahlkreise – Camera dei deputati – Lombardei | Wahlkreise – Camera dei deputati – Lombardei | Wahlkreise – Camera dei deputati – Lombardei |
| Provinz                                      | Provinz                                      | Gemeinden nach Provinzen ⮞ Wahlkreis |
| -------------------------------------------- | -------------------------------------------- | --- |
|                                              | Metropolitanstadt Mailand (133 Gemeinden)    | ↳ Lombardei 1: Teil Mailands ⮞ Wahlkreis Mailand – Bande Nere Teil Mailands ⮞ Wahlkreis Mailand – Buenos Aires – Venezia Teil Mailands ⮞ Wahlkreis Mailand – Loreto 40 ⮞ Wahlkreis Rozzano 31 ⮞ Wahlkreis Legnano 33 ⮞ Wahlkreis Cologno Monzese 17 ⮞ Wahlkreis Sesto San Giovanni ↳ Lombardei 4: 11 ⮞ Wahlkreis Lodi |
|                                              | Provinz Bergamo (243 Gemeinden)              | ↳ Lombardei 2: 36 ⮞ Wahlkreis Lecco ↳ Lombardei 3: 117 ⮞ Wahlkreis Bergamo 90 ⮞ Wahlkreis Treviglio |
|                                              | Provinz Brescia (205 Gemeinden)              | ↳ Lombardei 3: 37 ⮞ Wahlkreis Brescia 46 ⮞ Wahlkreis Desenzano del Garda 112 ⮞ Wahlkreis Lumezzane ↳ Lombardei 4: 10 ⮞ Wahlkreis Cremona |
|                                              | Provinz Como (148 Gemeinden)                 | 66 ⮞ Wahlkreis Como 82 ⮞ Wahlkreis Sondrio |
|                                              | Provinz Cremona (113 Gemeinden)              | alle ⮞ Wahlkreis Cremona |
|                                              | Provinz Lecco (84 Gemeinden)                 | alle ⮞ Wahlkreis Lecco |
|                                              | Provinz Lodi (60 Gemeinden)                  | alle ⮞ Wahlkreis Lodi |
|                                              | Provinz Mantua (64 Gemeinden)                | alle ⮞ Wahlkreis Mantua |
|                                              | Provinz Monza und Brianza (55 Gemeinden)     | 30 ⮞ Wahlkreis Monza 25 ⮞ Wahlkreis Seregno |
|                                              | Provinz Pavia (186 Gemeinden)                | 157 ⮞ Wahlkreis Pavia 29 ⮞ Wahlkreis Lodi |
|                                              | Provinz Sondrio (77 Gemeinden)               | alle ⮞ Wahlkreis Sondrio |
|                                              | Provinz Varese (138 Gemeinden)               | 101 ⮞ Wahlkreis Varese 37 ⮞ Wahlkreis Busto Arsizio |

Der Wahlkreis umfasst 30 Gemeinden der Provinz Monza und Brianza.

### Wahlergebnisse

#### Parlamentswahl 2022
| Kandidaten                          | Kandidaten               | Stimmen | %    | Listen                                                  | Stimmen | %    |
| ----------------------------------- | ------------------------ | ------- | ---- | ------------------------------------------------------- | ------- | ---- |
|                                     | Paola Frassinettigewählt | 113.403 | 46,5 | Fratelli d’Italia                                       | 63.115  | 25,9 |
| Lega per Salvini Premier            | Paola Frassinettigewählt | 113.403 | 46,5 | 26.354                                                  | 10,8    |      |
| Forza Italia                        | Paola Frassinettigewählt | 113.403 | 46,5 | 21.198                                                  | 8,7     |      |
| Noi Moderati                        | Paola Frassinettigewählt | 113.403 | 46,5 | 2.736                                                   | 1,1     |      |
|                                     | Giovanna Amodio          | 71.349  | 29,2 | Partito Democratico – Italia Democratica e Progressista | 50.854  | 20,8 |
| Alleanza Verdi e Sinistra           | Giovanna Amodio          | 71.349  | 29,2 | 9.831                                                   | 4,0     |      |
| +Europa                             | Giovanna Amodio          | 71.349  | 29,2 | 9.646                                                   | 4,0     |      |
| Impegno Civico – Centro Democratico | Giovanna Amodio          | 71.349  | 29,2 | 1.018                                                   | 0,4     |      |
|                                     | Mariasole Mascia         | 28.425  | 11,6 | Azione – Italia Viva                                    | 28.425  | 11,6 |
|                                     | Daniela Gobbo            | 19.519  | 8,0  | Movimento 5 Stelle                                      | 19.519  | 8,0  |
|                                     | Daniela Maria Brambilla  | 4.552   | 1,9  | Italexit per l’Italia                                   | 4.552   | 1,9  |
|                                     | Patrizia Chiara Pedrani  | 2.549   | 1,0  | Italia Sovrana e Popolare                               | 2.549   | 1,0  |
|                                     | Massimo Camnasio         | 2.507   | 1,0  | Unione Popolare                                         | 2.507   | 1,0  |
|                                     | Dario Marzio Livio       | 1.604   | 0,7  | Vita                                                    | 1.604   | 0,7  |
|                                     | Jacopo Dozio             | 214     | 0,1  | Noi di Centro – Europeisti                              | 214     | 0,1  |
| Gesamt                              | Gesamt                   | 244.122 | 100  |                                                         | 244.122 | 100  |
|                                     |                          |         |      |                                                         |         |      |
| Ungültige Stimmen                   | Ungültige Stimmen        | 8.472   | 3,4  |                                                         |         |      |
| Wähler                              | Wähler                   | 252.594 | 71,8 |                                                         |         |      |
| Wahlberechtigte                     | Wahlberechtigte          | 351.574 |      |                                                         |         |      |
|                                     |                          |         |      |                                                         |         |      |
| Quelle: Innenministerium            |                          |         |      |                                                         |         |      |